# مخزن زیستی
مخزن زیستی (به انگلیسی: Biorepository)، تأسیساتی است که نمونه‌هایی از مواد زیست‌شناختی را برای تحقیقات آزمایشگاهی جمع‌آوری، فهرست‌بندی و ذخیره می‌کند. مخزن‌های زیستی نمونه‌هایی از جانوران، گیاهان و دیگر جانداران زنده را جمع‌آوری و مدیریت می‌کنند. مخزن‌های زیستی انواع گوناگونی از نمونه‌ها، از جمله نمونه‌های خون، ادرار، بافت، سلول‌ها، DNA، RNA و پروتئین‌ها را ذخیره می‌کنند. اگر نمونه‌ها از افراد باشد، ممکن است همراه با اطلاعات پزشکی همراه با رضایت کتبی برای استفاده از نمونه‌ها در مطالعات آزمایشگاهی ذخیره شوند.